# 高山粉条儿菜
高山粉条儿菜（学名：Aletris alpestris）为百合科粉条儿菜属下的一个种。